# Vicino Orsini
Pierfrancesco II Orsini (známý též jako Vicino Orsini) byl italský šlechtic a podporovatel umění z období pozdní renesance. Narodil se roku 1523 v Římě a zemřel v roce 1585 na svém panství ve městě Bomarzo.
Během života se účastnil i italských válek (byl dvakrát zajat), ale známý je především díky manýristickému parku, který nechal vybudovat v Bomarzu, kam se po ukončení vojenské kariéry uchýlil.

## Život
Pocházel z významné šlechtické rodiny Orsini. Jeho rodiči byli Giovanni Corrado Orsini a
Clarice Orsini di Franciotto di Monterotondo, po jejíž matce zdědil lenní práva k panství Bomarzo (její otec Pierfrancesco I Orsini byl tamním pánem). Manželkou Vicina Orsiniho byla Giulia Farnese (vzdálená příbuzná papeže Pavla III.), oddáni byli 11. února 1545 v Rocca di Giove a měli sedm dětí. Na žádost tohoto papeže se v roce 1545 stal kondotiérem a o rok později byl poprvé zajat. Poté, co byl v roce 1556 propuštěn z druhého zajetí, usadil se v Bomarzu a věnoval se budování Sacro Bosco. Obklopil se spisovateli a umělci a o čtvrt století později zemřel.

### Vojenská kariéra
Vicino začal svou kariéru jako kondotiér v roce 1545, kdy byl povolán Alessandrem Farnesem (papežem Pavlem III.), aby pomohl s opevněním Borga města Říma. Byl zajat v roce 1546, když vedl papežské jednotky na pomoc armádě Svaté říše římské, krále Karla V., proti protestantským knížectvím. Byl propuštěn následující rok. Znovu byl zajat a propuštěn v roce 1556, kdy byla francouzsko-španělská válka v Itálii ukončena mírem z Cateau-Cambrésis.